# Banksetosa notata
Banksetosa notata là một loài nhện trong họ Salticidae.
Loài này thuộc chi Banksetosa. Banksetosa notata được Arthur Merton Chickering miêu tả năm 1946.